# Nainana Jat
Nainana Jat là một thị trấn thống kê (census town) của quận Agra thuộc bang Uttar Pradesh, Ấn Độ.

## Nhân khẩu
Theo điều tra dân số năm 2001 của Ấn Độ, Nainana Jat có dân số 9650 người. Phái nam chiếm 54% tổng số dân và phái nữ chiếm 46%. Nainana Jat có tỷ lệ 38% biết đọc biết viết, thấp hơn tỷ lệ trung bình toàn quốc là 59,5%: tỷ lệ cho phái nam là 47%, và tỷ lệ cho phái nữ là 26%. Tại Nainana Jat, 23% dân số nhỏ hơn 6 tuổi.